# Mas de Jurat
El Mas de Jurat és un mas situat al municipi de Perafort, a la comarca catalana del Tarragonès.